# Burhanpur
Burhanpur est une ville indienne située dans l'État du Madhya Pradesh et chef-lieu du district du même nom. En 2011, sa population était de 210 891 habitants.

## Traduction
- (en) Cet article est partiellement ou en totalité issu de l’article de Wikipédia en anglais intitulé « Burhanpur » (voir la liste des auteurs).